# 顿涅茨克国立大学
頓涅茨克瓦西里·斯圖斯國立大學（烏克蘭語：Донецький національний університет імені Василя Стуса）是烏克蘭的大學，成立於1937年。2014年因俄烏戰爭爆發，此大學從顿涅茨克遷至烏克蘭西部的文尼察。以瓦西里·斯圖斯命名。

## 歷史

瓦西尔·斯图斯

1937年7月15日，烏克蘭蘇維埃社會主義共和國政府在史達林諾（今顿涅茨克）成立史達林諾國立教育學院，初時僅有歷史與哲學兩學院，當年共有138名學生註冊。1941年10月9日學院因蘇德戰爭而暫遷至俄羅斯昆古爾，1943年9月8日遷回史達林諾，同年底增設物理與數學學院。1964年頓涅茨克教育學院成為哈爾科夫大學的分校，1965年改名為頓涅茨克州立大学。
1970年頓涅茨克州立大学已有數學、物理學、化學、生物學、歷史學、經濟學與語文學等7個學院。1980年大學在亞速海海岸為師生設立了一座運動休閒中心。2000年9月11日，頓涅茨克國立大學獲國家級地位。
2008年12月一群顿涅茨克国立大学的學生與校友向教育部長伊万·瓦卡丘克請願將大學冠以蘇聯時期烏克蘭的異議人士瓦西尔·斯图斯之名，部長支持此案並發予校方討論，但在投票中被否決。2014年因頓巴斯戰爭爆發，顿涅茨克国立大学遷至烏克蘭西部的文尼察，但許多師生留在顿涅茨克，使大學就此一分為二。
2016年6月10日，文尼察的校委投票通過將學校改名為瓦西尔·斯图斯顿涅茨克国立大学。2015年顿涅茨克學校原址中紀念瓦西尔·斯图斯的牌匾則被親俄民兵移除。

## 學院

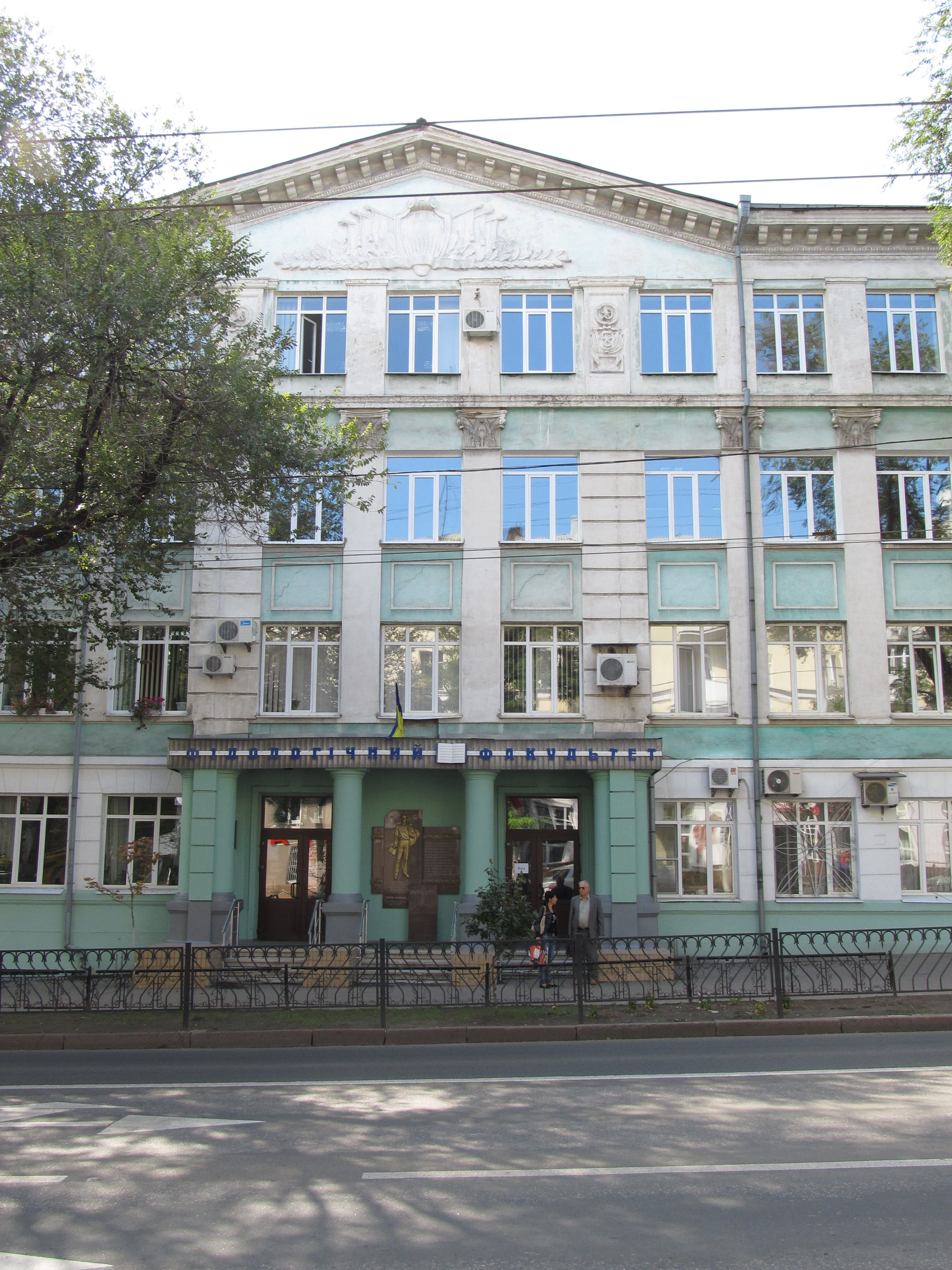
語文學學院（頓涅茨克原址）

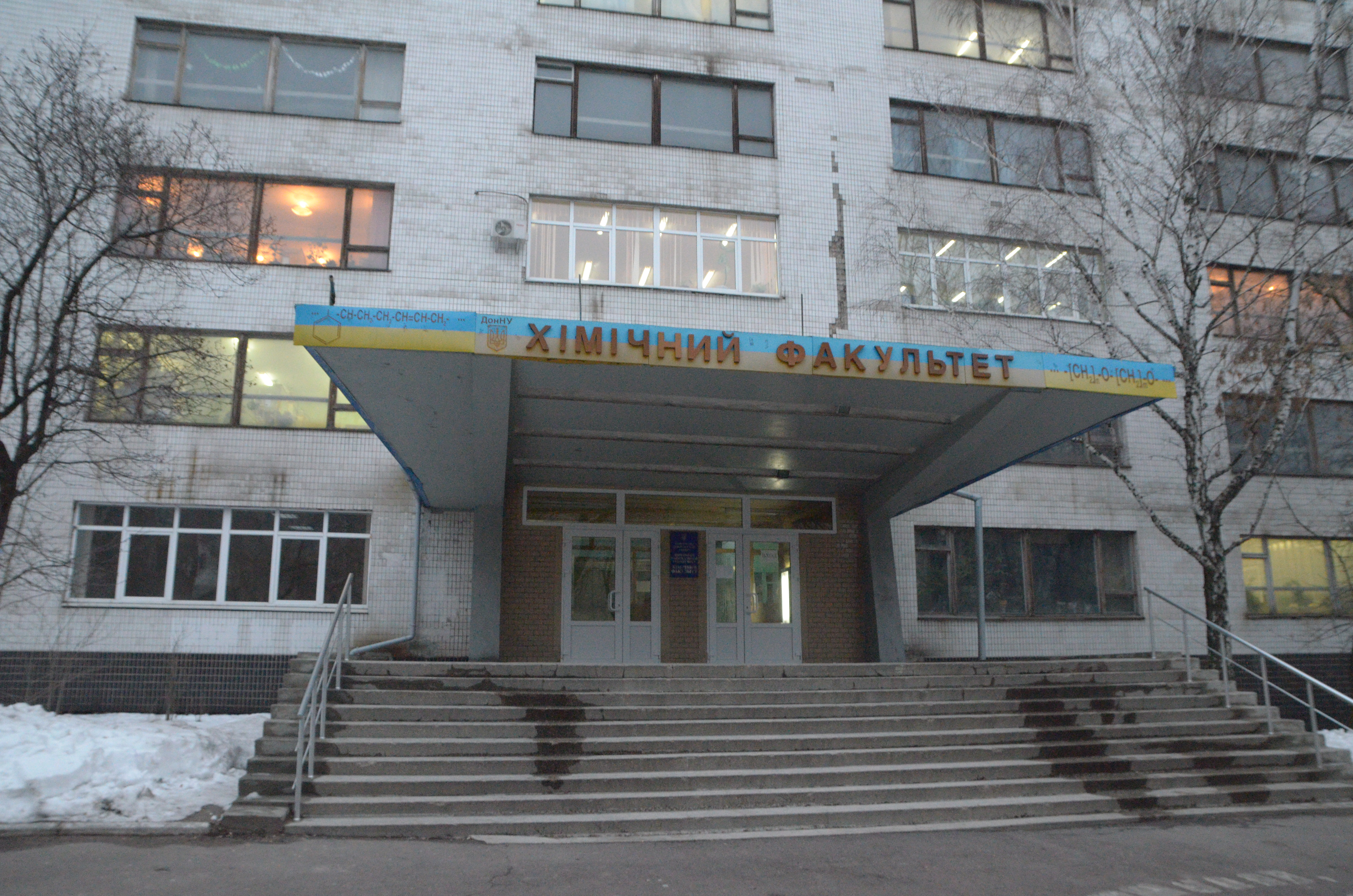
化學學院（頓涅茨克原址）

- 資訊與應用科技學院（烏克蘭語：Факультет інформаційних і прикладних технологій）
- 歷史與國際關係學院（烏克蘭語：Історичний факультет Донецького національного університету）
- 語文學學院
- 外語學院
- 經濟學院
- 法律學院（烏克蘭語：Юридичний факультет Донецького національного університету）
- 化學、生物學與生物科技學院

## 校友
- 伊万·久巴[9]
- 瓦西尔·斯图斯
- 赫雷霍里·奈米里亚（英语：Hryhoriy Nemyria）
- 沃洛迪米爾·拉費恩科（英语：Volodymyr Rafeienko）
- 伊雅·吉娃（英语：Iya Kiva）

## 圖集

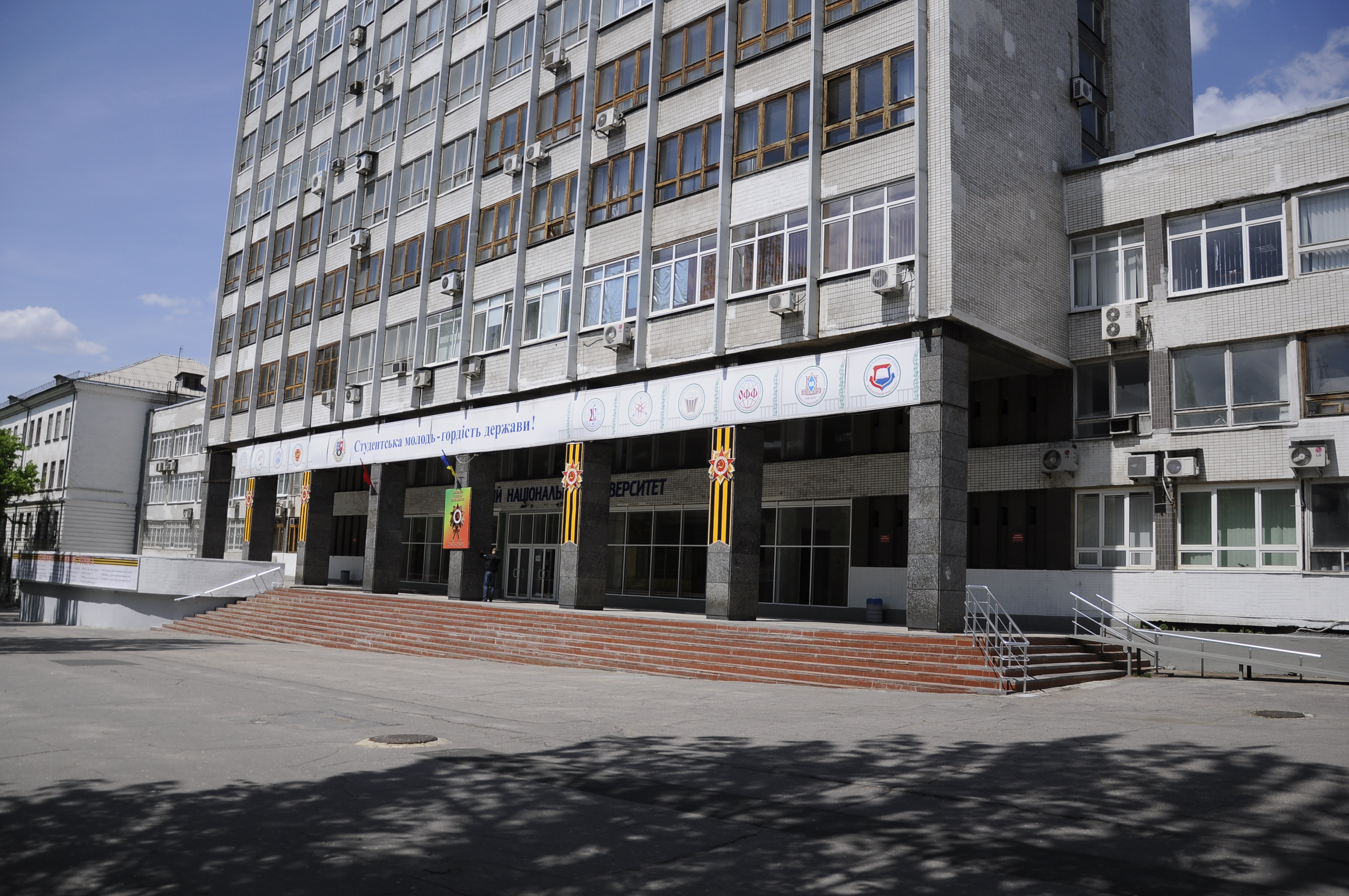
主大樓（2011年）
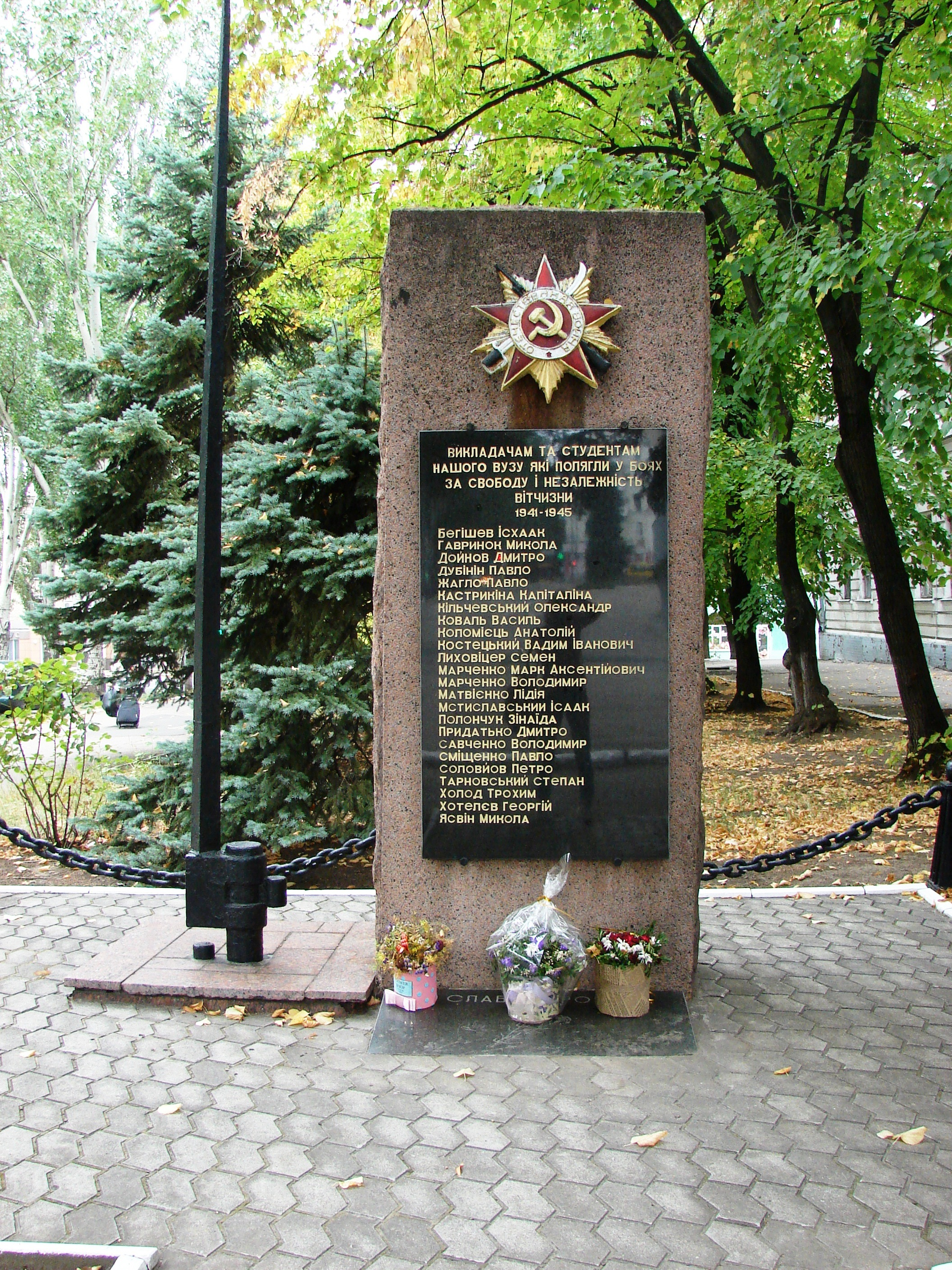
二戰期間喪生的師生紀念碑
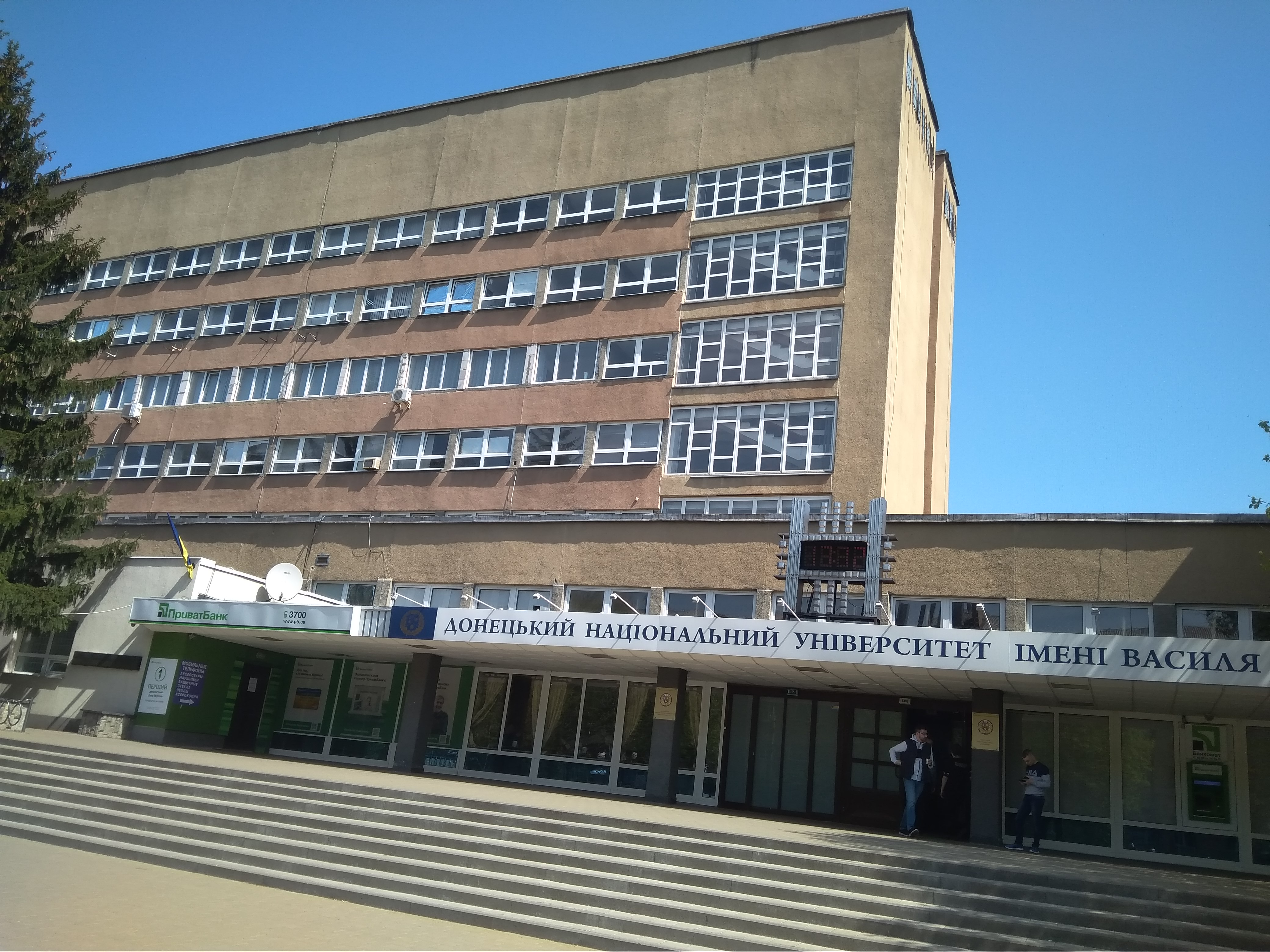
文尼察新址的大樓（2019年）
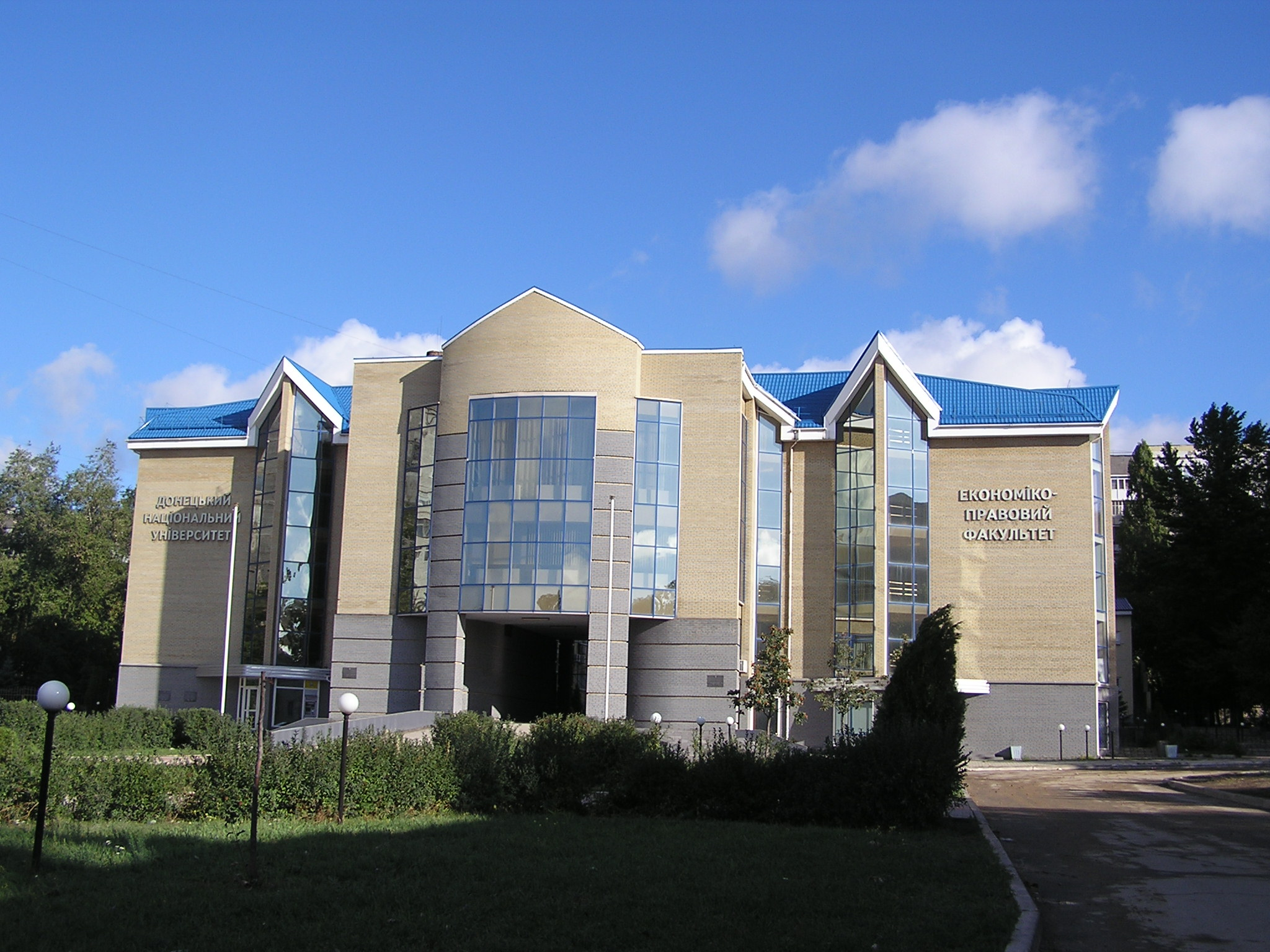
經濟學院（2011年）
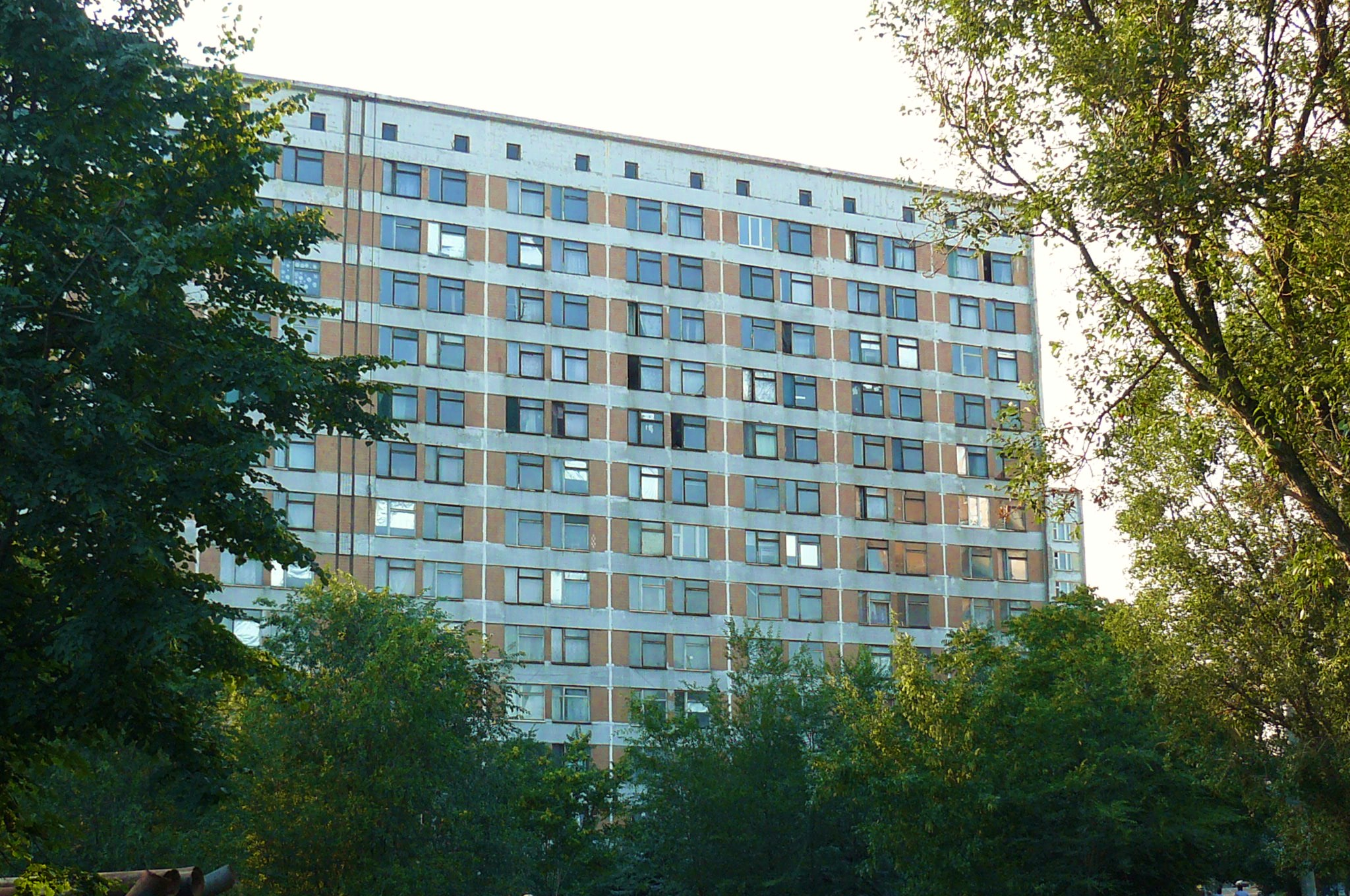
宿舍大樓（2012年）